# Distretto di Huallanca (Bolognesi)
Il distretto di Huallanca è un distretto del Perù nella provincia di Bolognesi (regione di Ancash) con 8.249 abitanti al censimento 2007 dei quali 4.829 urbani e 3.420 rurali.
È stato istituito il 2 gennaio 1857.